# 井の中の蛙大海を知らず
井の中の蛙大海を知らず（いのなかのかわずたいかいをしらず）は、荘子からのことわざ。中国語では井底之蛙（井戸の底の蛙）などと表現される。自分の狭い知識や経験にとらわれており、他に広い世界があることを知らないような者のことを意味する。

## 概要
荘子の秋水篇がこの言葉の由来となっている。秋水篇は、河伯と北海若の会話から始まる。河伯は「道を聞くこと百にして己に若く者莫しと為す」（聞道百以為莫己若者, わずかに物事をかじって全てを知ったかのようにつけあがること）ということわざがあるが、自分がそうであったと言う。これに対し、北海若は「井の中の蛙に海の話がわからないのは、その小さな世界にこだわるからだ。夏の虫に氷の話がわからないのは、自分の季節しか見ないからだ。曲士が道理を理解しないのは、教えに縛られているからだ」（井蛙不可以語於海者，拘於虛也；夏蟲不可以語於冰者，篤於時也；曲士不可以語於道者，束於教也。）と語り、河伯がそれを自覚したことで、ようやく道理について論じ合えるのだと応じる。さらに、後半で描かれる公孫竜と魏牟の対話において、魏牟は次のような逸話を語る。
そこでは、ある古井戸に住んでいる一匹の蛙が一匹の海亀に出会う。その時に蛙は得意げに井戸の生活の楽しさを海亀に語り、海亀にとにかく楽しいから君も来るように言う。そのため海亀は古井戸に入ろうとするが足がつかえて入れなかった。それから海亀は蛙に海について語る。海というのはどこまでも広くてどこまでも深く、大雨でも水はほとんど増えず、日照りでも海の水は減らないということを語る。このことを聞いて蛙はうろたえて意識を失ってしまった。
中国語では、よく似たことわざとして坐井观天（井の中に座して天を眺める）がある。これは韓愈の『原道』にある「坐井而观天，曰天小者，非天小也。」（井戸の中に座って天を眺め、その小ささを語る者があるが、本当に小さいわけではない）という表現に由来する。

## 派生
日本では、この言葉に「井の中の蛙大海を知らず、されど空の深さを知る」と付け足して語られることがある。正確には不明だが、永六輔が「井の中の蛙、大海を知らず。ただ空の深さ（青さ）を知る」、「大海の鯨、井の底を知らず」という形で語った「新釈ことわざ」に由来するという説、北条民雄が『井の中の正月の感想』において「かつて大海の魚であつた私も、今はなんと井戸の中をごそごそと這ひまはるあはれ一匹の蛙とは成り果てた。とはいへ井の中に住むが故に、深夜冲天にかかる星座の美しさを見た。」と書いたことに由来するという説などがある。この場合は「狭い世界にいるからこそ、深い知識や知見を得られた」という意味に解釈される。